# Salmson 2
Salmson 2 byl francouzský dvojplošník používaný zejména v první světové válce. Jednalo se o průzkumné letadlo, které bylo vyvinuto dle požadavku z roku 1916 na moderní průzkumný stroj. Přes některé počáteční problémy, které byly postupně odstraněny, došlo k masívní výrobě jak v podniku Salmson, tak i v licenci. Letoun byl postupně modernizován, vznikaly i další verze. K průzkumu ho užívala nejen Francie, ale i někteří spojenci, další státy ho zakoupily po válce. Patřilo mezi ně i Československo, které získalo 50 kusů strojů Sal.2 A2.

## Varianty
Salmson 2 A.2
Dvoumístný průzkumný a pozorovací letoun. Hlavní výrobní model. Mimo společnosti Salmson licenčně vyráběn i u firem Desfontaines, Hanriot a Latécoère.
Salmson 2 D.2
Cvičný letoun s dvojím řízením a rotačním motorem Clerget 9B o výkonu 130 hp.
Latécoère 2
Salmson 2 upravený společností Latécoère aby lépe vyhovoval jejím výrobním postupům. Vyrobeno 6 kusů, další exempláře výrobené firmou v licenci odpovídaly standardu Salmson 2 A.2. Jeden firmou vyrobený kus byl zkoušen jako torpédový bombardér. Dvacet kusů bylo po válce modifikováno na dopravní letouny s kabinou pro dva pasažéry.
Kawasaki-Salmson 2
Licenční varianta produkovaná v poválečném období v Japonsku.

## Uživatelé

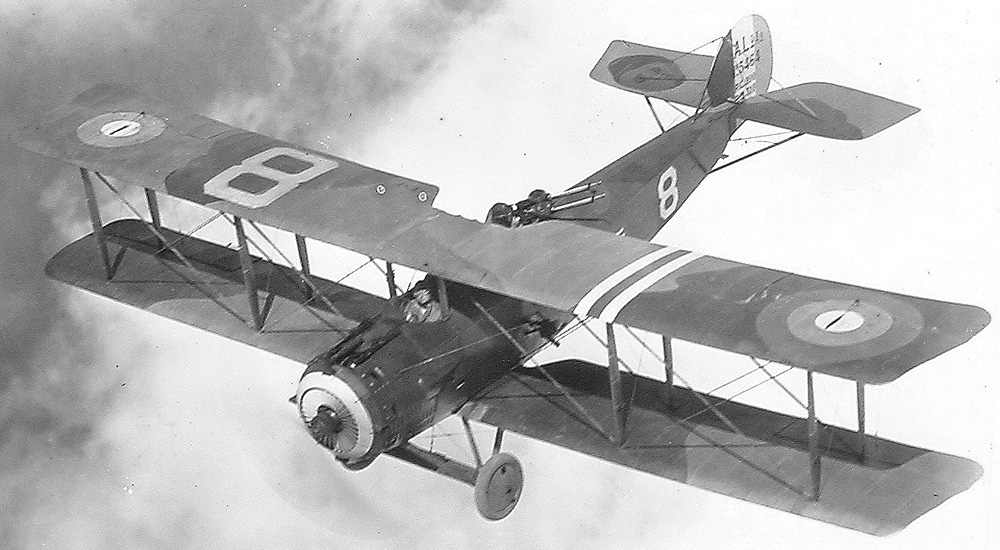
Salmson 2

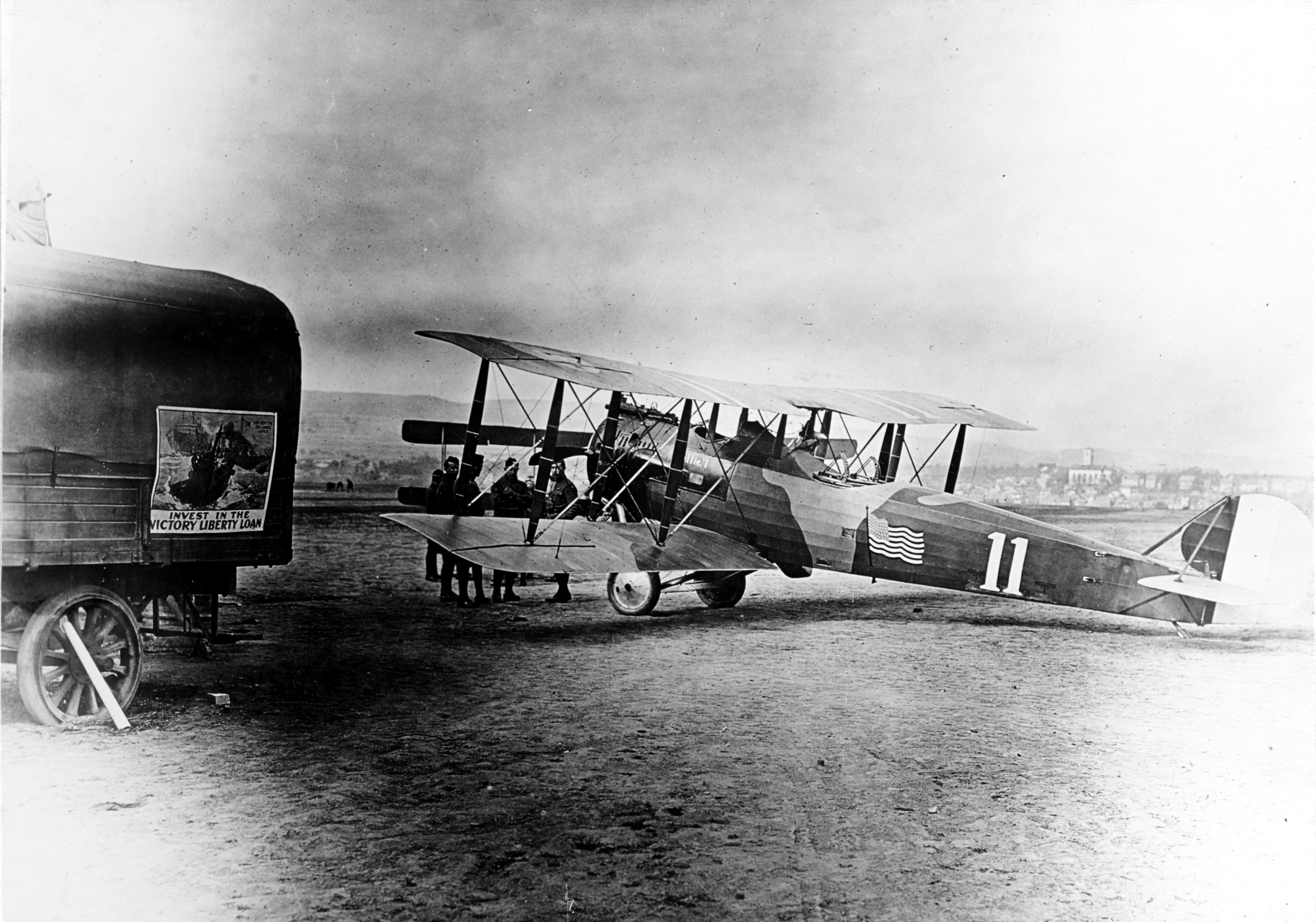
Salmson 2A2

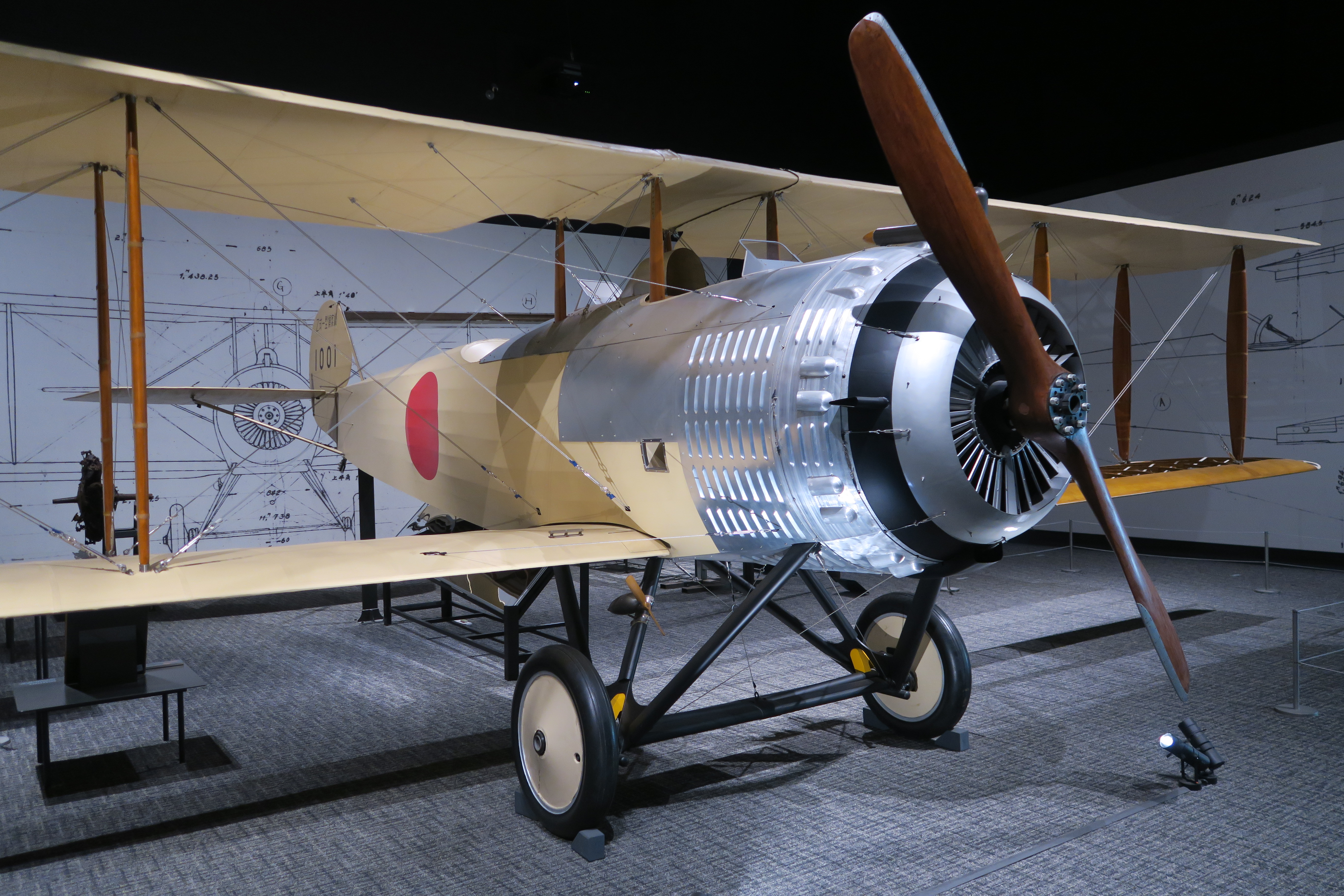
Otsu-1 (Salmson 2A2)

### Vojenští
- Belgie
  - Belgické letectvo (1 kus)
- Československo
  - Československé letectvo
- Francie
  - Aéronautique militaire
  - Aéronavale
- Japonsko
  - Japonské císařské armádní letectvo
- Peru
  - Peruánské letectvo (4 kusy)
- Polsko
  - Polské letectvo
- Ruský stát
  - Sibiřská vzdušná flota, součást bělogvardějských sil pod velením admirála Kolčaka
- Ruská sovětská federativní socialistická republika (okolo 9 ukořistěných kusů)
  - Dělnicko-rolnické vzdušné síly
- Sovětský svaz
  - Sovětské letectvo
- Spojené státy americké
  - USAS/American Expeditionary Forces
- Španělsko
  - Španělské letectvo (1 kus)

### Civilní
- Francie
  - Aero-Transports Ernoul
  - CIDNA
  - Compagnie Franco-Roumaine
  - Lignes aériennes Latécoère

## Specifikace (Salmson 2 A.2)

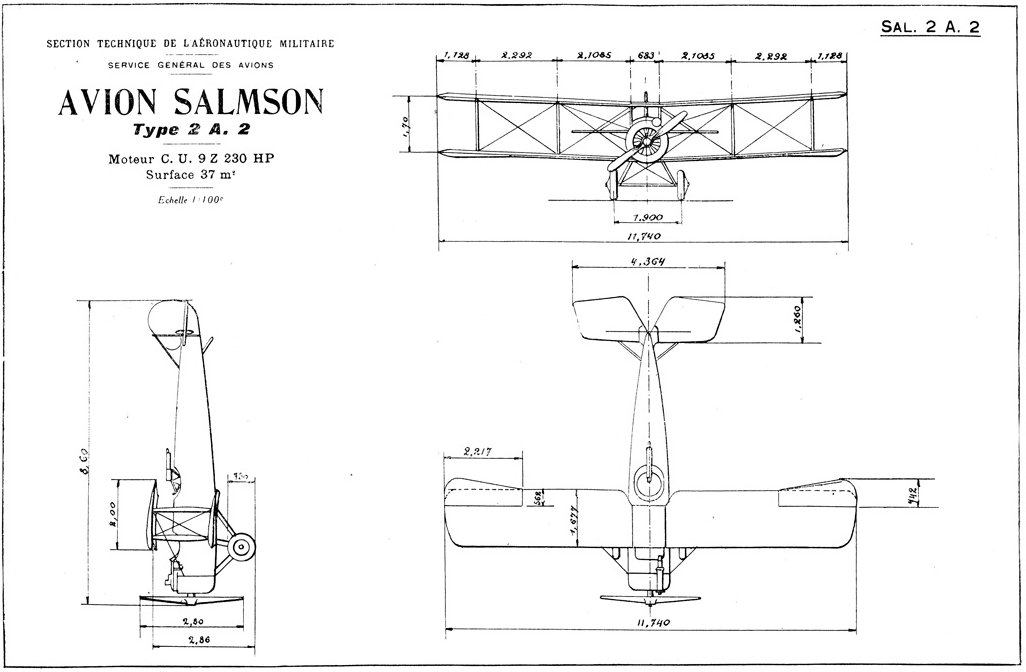
Salmson 2 A.2

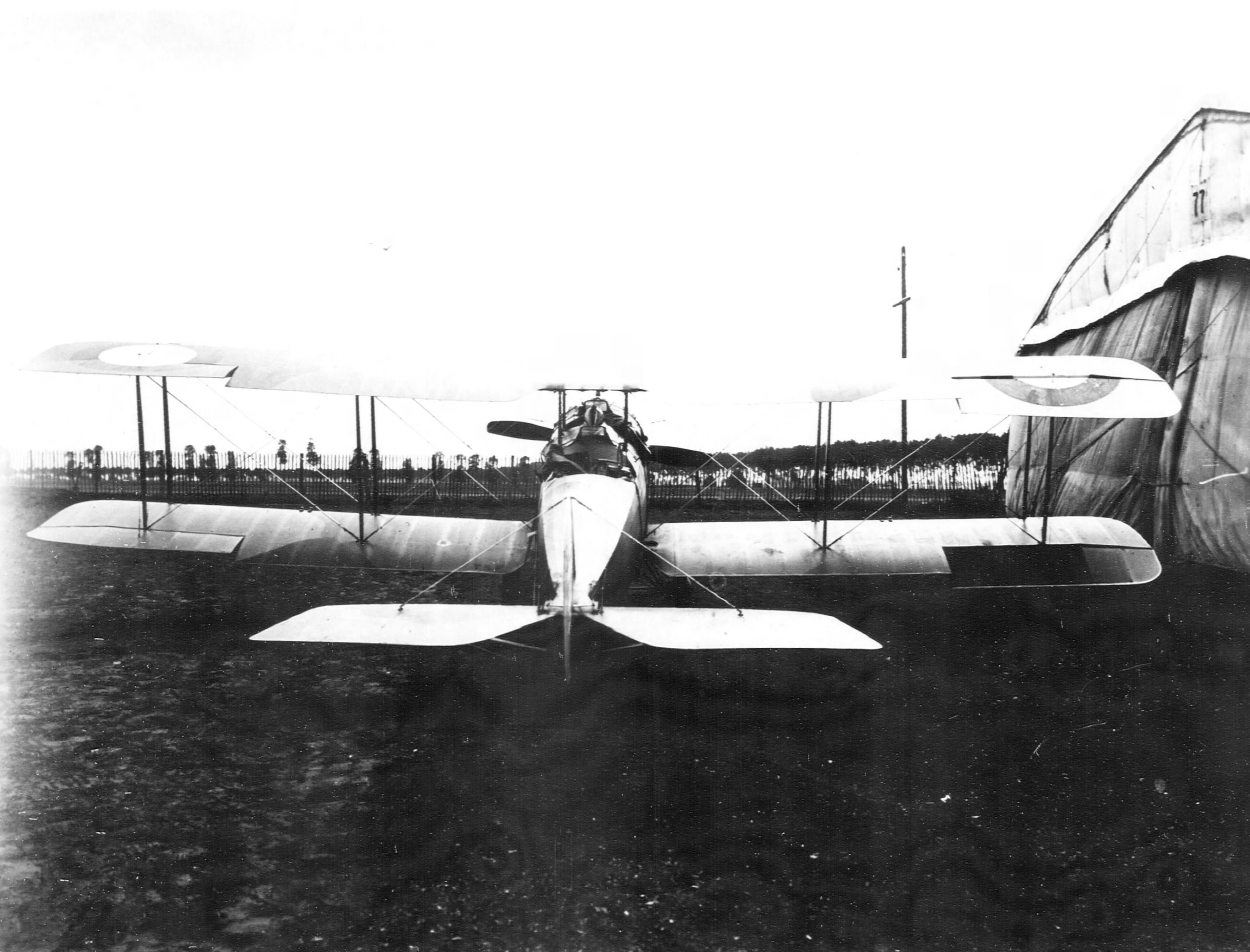
Salmson 2A2

Údaje podle publikace French Aircraft of the First World War:s.443

### Technické údaje
- Posádka: 2 (pilot a pozorovatel/střelec)
- Délka: 8,5 m
- Rozpětí: 11,75 m
- Výška: 2,90 m
- Nosná plocha: 37,270 m²
- Plošné zatížení: 33,274 kg/m²
- Prázdná hmotnost: 780 kg
- Vzletová hmotnost: 1 290 kg
- Pohonná jednotka: 1 × kapalinou chlazený hvězdicový motor Salmson 9Za
- Výkon pohonné jednotky: 230 hp (171,5 kW)

### Výkony
- Maximální rychlost: 186 km/h ve výši 2000 m
- Cestovní rychlost: 167 km/h
- Dolet: 500 km
- Dostup: 6 250 m
- Výstup do 1 000 m: 3 minut a 18 sekund
- Výstup do 2 000 m: 7 minut a 13 sekund
- Výstup do 4 000 m: 17 minut a 20 sekund

### Výzbroj
- 1 × synchronizovaný kulomet Vickers ráže 7,7 mm
- 2 × pohyblivý kulomet Lewis ráže 7,7 mm
- u pozdějších výrobních sérií možnost nést až 230 kg pum[1]:s.440